# Acrapex holoscota
Acrapex holoscota är en fjärilsart som beskrevs av George Francis Hampson 1914. Acrapex holoscota ingår i släktet Acrapex och familjen nattflyn. Inga underarter finns listade i Catalogue of Life.